# Немецкий язык в Чехии
Немецкий язык в Чехии распространён локально, в отдельных областях. На сегодняшний день немецкоязычное меньшинство в Чехии составляет всего лишь около 40 тысяч человек, что составляет менее половины процента от общего населения Чешской республики. Преимущественно в эту группу населения входят остатки судетских немцев, которым удалось избежать изгнания после Второй мировой войны. Немецкие диалекты, распространённые в Богемии до второй половины XX века и объединённые понятием «прагер-дойч», считаются историческими и на территории Чехии больше не существуют.
Сегодня число носителей немецкого языка в Чехии постепенно уменьшается, что вызвано активной ассимиляцией чешским языком. Новые поколения — потомки судетских немцев, проживающие в Чехии, уже почти не говорят по-немецки, билингвизм хотя и встречается, но из года в год становится всё реже.
После 1990 года само выражение «судетские немцы» практически не употребляется. Вместо него говорят «чешские немцы» или «немцы в Чехии» (нем. Deutsche in Tschechien). С этого времени немцы вновь приобрели некоторые права, среди которых — право на свободное использование немецкого языка. С 1990 года создаются немецкие организации, среди которых «Земельное собрание немцев Богемии, Моравии и Силезии» и «Культурный союз граждан немецкой национальности». Несмотря на то, что немецкоязычная инфраструктура развита очень слабо (отсутствуют детские сады, школы и прочее), в Чехии выходят газеты на немецком языке, такие как Ландесцайтунг (нем. Landeszeitung der Deutschen in Böhmen, Mähren und Schlesien) или Прагер Цайтунг (нем. Prager Zeitung).
Согласно декларации, сделанной Чехией при ратификации Европейской хартии региональных языков или языков меньшинств, немецкий язык в Чехии признан языком меньшинства, но никаких функций на нём Чехия обеспечивать не обязалась.